# Femi Olujobi
Olufemi Anthony Olujobi, detto Femi (Brentwood, 5 marzo 1996), è un cestista statunitense con cittadinanza giamaicana.

## Palmarès
- Campionato macedone: 1

MZT Skopje: 2020-21
- Coppa di Macedonia: 1

MZT Skopje: 2021